# Ligue verte
Pour les articles homonymes, voir Ligue.
La Ligue verte (en finnois : Vihreä liitto, abrégé en Vihr., et en suédois : Gröna förbundet) est un parti politique finlandais de tendance écologiste, fondé en 1987. Il est membre du Parti vert européen. Sofia Virta en est la présidente depuis le 10 juin 2023.

## Idéologie
La Ligue verte n'est plus un parti de protestation ou un mouvement alternatif. Le parti a trouvé sa place au centre gauche, avec un agenda politique basé sur les problématiques écologiques. Cependant, beaucoup de candidats verts rejettent leur classification à gauche ou à droite de l'échiquier politique.
Dans son programme, la Ligue critique aussi bien l'économie de marché que le socialisme, parce que tous deux sont des productivismes et par conséquent, seraient incapables de prendre soin de l'environnement, des pays en développement ou des générations futures et se concentreraient trop sur la croissance économique. Les principes majeurs du programme du parti sont la protection de l'environnement, la démocratie participative et la justice sociale.
À la chambre du parlement et dans les Assemblées locales, les Verts siègent entre le Parti du centre et le Parti social-démocrate.
Maria Ohisalo, alors présidente du parti et ministre de l'Intérieur, a déclaré que son parti n'était pas opposé, en accord au programme du parti adopté en septembre 2020, aux centrales nucléaire de type petits réacteurs modulaires (PRM) pour combattre le réchauffement climatique.
Certains dirigeants du parti sont favorables à l’adhésion de la Finlande à l'OTAN, mais cette position ne fait pas consensus au sein de la Ligue verte. Néanmoins, tous les députés ont voté en faveur de l'adhésion à l'OTAN lors du vote au parlement.

## Histoire de la Ligue verte

### Parti national
Dans la deuxième moitié des années 1970, des mouvements antinucléaires et féministes indépendants des partis traditionnels émergent en Finlande. Les activités politiques écologistes commencent dès la fin des années 1970, lorsque des militants écologistes, des féministes et d'autres groupes actifs lancent des campagnes sur des thématiques environnementales. Lors des élections communales de 1976, les premières listes écologistes indépendantes se présentes à Helsinki. En 1983, les deux premiers députés écologistes sont élus au parlement national, avant même la fondation du parti: ce sont les premiers députés indépendants au parlement finlandais. Les écologistes apparaissent au moment où la Ligue démocratique du peuple finlandais commence à décliner et parviennent ainsi à mobiliser les nouveaux mouvements sociaux, ce qui était auparavant le propre de l'extrême-gauche.
Le parti est fondé le 28 février 1987 et enregistré comme parti politique l'année suivante. La Ligue verte est issue de la réunion de différentes organisations telles que l'Association de politique environnementale, la Société verte, les Féministes vertes, le Mouvement écologiste des personnes en situation de handicap et différentes associations estudiantines ou régionales. Lors des élections législatives de mars 1987, le nombre de députés écologistes passe de deux à quatre. Durant ses premières années d'existence, la Ligue verte est divisée idéologiquement entre partisans de l'écologie profonde et partisans de l'écologie sociale et doit également faire face à la difficulté de fédérer l'ensemble des organisations fondatrices sous un même toit.
Lors des élections législatives de 1991, la Ligue verte obtient dix sièges et perce ainsi véritablement sur la scène nationale. Elle obtient ensuite neuf sièges lors des élections législatives de 1995 et rejoint le gouvernement national mené par le social-démocrate Paavo Lipponen. Pekka Haavisto est alors nommé ministre de l'Environnement et de l'aide au développement. Il est le deuxième écologiste européen à avoir été ministre dans un gouvernement national, après Indulis Emsis, ministre dans le gouvernement letton dès 1993. La participation de la Ligue verte au gouvernement de Lipponen confirme sa transformation, passant d'un parti protestataire dans les années 1980 à un parti national établi au milieu des années 1990.
Lors des élections législatives de 1999, la Ligue verte obtient 7,3 % des voix et onze sièges. Trois mois plus tard, lors des élections européennes, elle obtient un second siège au Parlement européen. La Ligue verte reste au gouvernement jusqu'au 26 mai 2002, date à laquelle elle quitte la coalition gouvernementale pour protester contre la décision de construire une nouvelle centrale nucléaire. En 2003, elle obtient 8 % des voix et 14 sièges, puis, en 2007, 8,5 % des voix et 15 sièges (14 à la suite d'une défection en 2008). 
Elle entre alors à nouveau au gouvernement où elle occupe désormais deux ministères: celui du travail (Tarja Cronberg, puis Anni Sinnemäki) et celui de la justice (Tuija Brax). Lors des élections de 2011, le parti recule et ne compte plus que dix députés. La Ligue verte est toutefois conviée à rejoindre une coalition gouvernementale comprenant six partis. Lors des élections législatives de 2015, le parti réédite l'obtention de 15 sièges et le meilleur score qu'elle a obtenu jusque-là dans ce type d'élections (8,53 %).
En 2017, Touko Aalto reprend la présidence de la Ligue jusque-là occupée par Ville Niinistö. Le fait qu'un homme succède à un autre homme va plutôt à l'encontre des pratiques de la Ligue où une alternance entre hommes et femmes a généralement lieu.
Lors des élections législatives de 2019, le parti progresse et passe à 20 sièges. Il n'en conserve plus que 13 à l'issue des élections de 2023.
Le parti a également un député européen, membre du groupe Verts/ALE.

### Activités dans les communes
La Ligue verte est un parti important dans les plus grandes villes de Finlande. À Helsinki, la capitale, elle est devenue le deuxième parti de la ville en 2000 en obtenant 23,5 % des votes. Elle est le troisième parti de plusieurs autres villes. Elle a en revanche plus de peine à s'implanter dans les régions rurales, ses scores les plus faibles étant typiquement obtenus en Ostrobotnie du Sud, Laponie et Cajanie.
Lors des élections communales du 9 avril 2017, la Ligue verte progresse de 3.9% à 12.5%. Elle se classe ainsi en quatrième position, dépassant les Vrais finlandais, et arrive en tête dans certaines villes comme Nokia ou Jyväskylä. 

## Personnalités

### Liste des présidents de la Ligue verte
| Portrait                           | Identité                          | Période         | Période         | Durée                      |
| Portrait                           | Identité                          | Début           | Fin             | Durée                      |
| ---------------------------------- | --------------------------------- | --------------- | --------------- | -------------------------- |
| Kalle Könkkölä, 15 juillet 2015.   | Kalle Könkkölä (en) (1950 - 2018) | 1987            | 1987            | moins d’un an              |
| Heidi Hautala, 2011.               | Heidi Hautala (née en 1955)       | 1987            | 1991            | 4 ans                      |
| Pekka Sauri, 21 juillet 2010.      | Pekka Sauri (en) (né en 1954)     | 1991            | 1993            | 2 ans                      |
| Pekka Haavisto                     | Pekka Haavisto (né en 1958)       | 1993            | 1995            | 2 ans                      |
| Tuija Brax                         | Tuija Brax (née en 1965)          | 1995            | 1997            | 2 ans                      |
| Satu Hassi, 2014.                  | Satu Hassi (née en 1951)          | 1997            | 2001            | 4 ans                      |
| Osmo Soininvaara, 18 octobre 2008. | Osmo Soininvaara (né en 1951)     | 2001            | 2005            | 4 ans                      |
| Tarja Cronberg                     | Tarja Cronberg (née en 1943)      | 2005            | 2009            | 4 ans                      |
| Anni Sinnemäki, 13 mai 2014.       | Anni Sinnemäki (née en 1973)      | 2009            | 2011            | 2 ans                      |
| Ville Niinistö, 13 juin 2024.      | Ville Niinistö (né en 1976)       | 11 juin 2011    | 17 juin 2017    | 6 ans et 6 jours           |
| Touko Aalto                        | Touko Aalto (en) (né en 1984)     | 17 juin 2017    | 24 octobre 2018 | 1 an, 4 mois et 7 jours    |
| Maria Ohisalo, 10 juin 2022.       | Maria Ohisalo (née en 1985)       | 24 octobre 2018 | 3 novembre 2018 | 10 jours                   |
| Pekka Haavisto                     | Pekka Haavisto (né en 1958)       | 3 novembre 2018 | 15 juin 2019    | 7 mois et 12 jours         |
| Maria Ohisalo, 10 juin 2022.       | Maria Ohisalo (née en 1985)       | 15 juin 2019    | 10 juin 2023    | 3 ans, 11 mois et 26 jours |
| Sofia Virta, 20 mai 2023.          | Sofia Virta (née en 1990)         | 10 juin 2023    | En cours        | 2 ans, 2 mois et 1 jour    |

### Personnalités connues
- Anni Sinnemäki : ancienne présidente de la Ligue et ministre du Travail
- Tuija Brax : ancienne ministre de la Justice
- Tarja Cronberg : ancienne présidente du parti et ministre du Travail
- Pekka Haavisto : ancien ministre de l'Environnement et des Affaires étrangères, candidat au premier et second tour à l'élection présidentielle finlandaise de 2012 pour la Ligue Verte
- Satu Hassi : ancienne députée au Parlement européen, ancien ministre de l'Environnement
- Heidi Hautala : ancienne ministre de la Coopération pour le développement, députée au Parlement européen (1995-2003, 2009-2011, 2014- ), ancien présidente du groupe des Verts à l'Eduskunta, candidate à la présidentielle (2000 et 2006)
- Osmo Soininvaara : ancien ministre des Affaires sociales et de la Santé
- Matti Wuori (en) : ancien député au Parlement européen

## Résultats électoraux

### Élections législatives
| Année     | Députés  | Voix    | %     | Rang | Gouvernement                                                 |
| --------- | -------- | ------- | ----- | ---- | ------------------------------------------------------------ |
| 1983 (en) | 3 / 200  | 43 754  | 1,5   | 8e   | Opposition                                                   |
| 1987 (en) | 4 / 200  | 115 988 | 4,0   | 8e   | Opposition                                                   |
| 1991      | 10 / 200 | 185 894 | 6,8   | 5e   | Opposition                                                   |
| 1995      | 9 / 200  | 181 198 | 6,5   | 5e   | Lipponen I                                                   |
| 1999      | 11 / 200 | 194 846 | 7,3   | 5e   | Opposition                                                   |
| 2003      | 14 / 200 | 223 846 | 8,0   | 5e   | Opposition (2003) et Vanhanen I (2003-2007)                  |
| 2007      | 15 / 200 | 234 429 | 8,5   | 5e   | Vanhanen II (2007-2010) et Kiviniemi (2010-2011)             |
| 2011      | 10 / 200 | 213 172 | 7,3   | 6e   | Katainen (2011-2014), Stubb (2014) et opposition (2014-2015) |
| 2015      | 15 / 200 | 252 872 | 8,5   | 5e   | Opposition                                                   |
| 2019      | 20 / 200 | 354 194 | 11,5  | 5e   | Rinne                                                        |
| 2023      | 13 / 200 | 217 795 | 7,04% |      | Opposition                                                   |

### Élections municipales

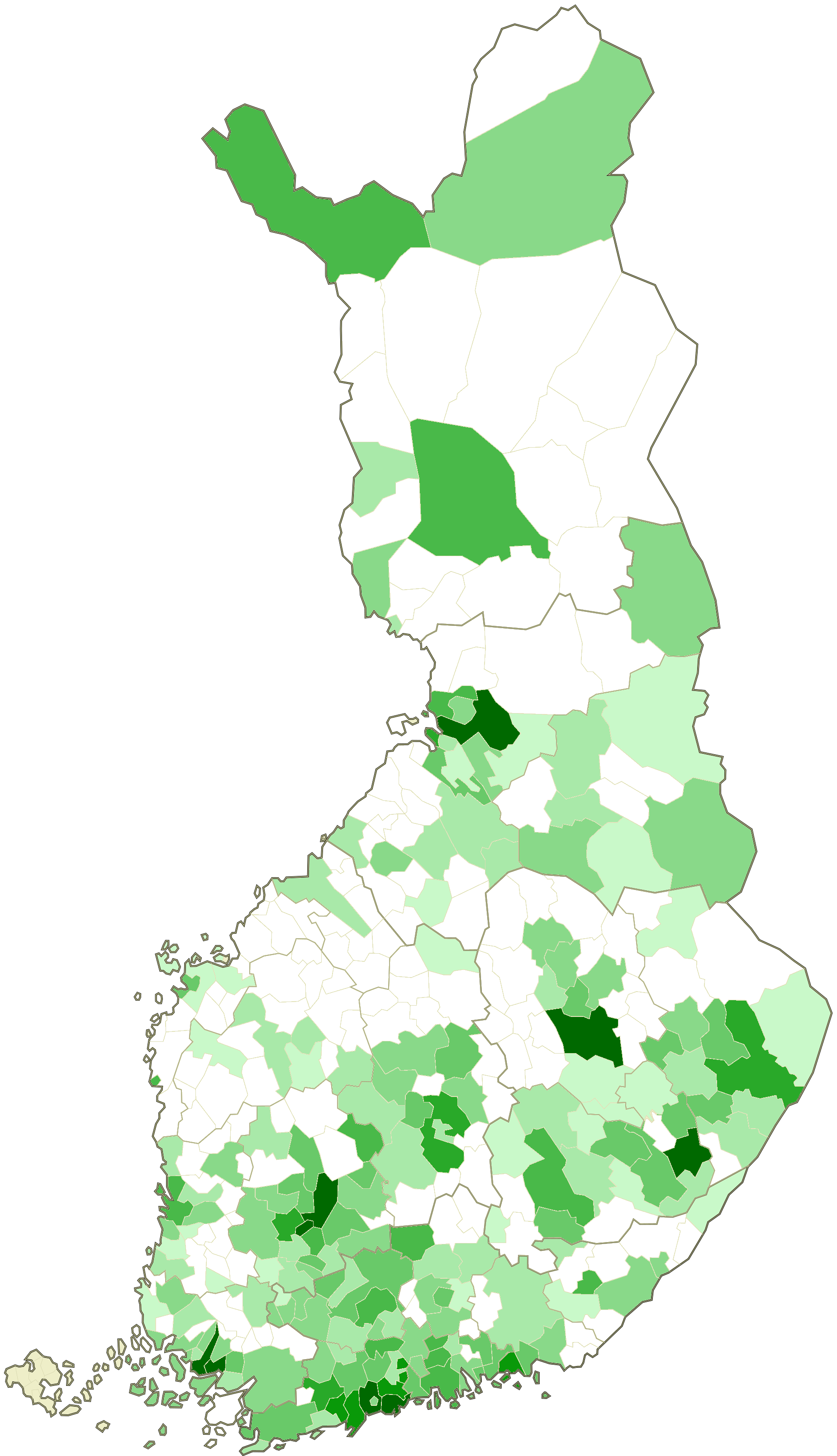
Résultats de la ligue verte par commune aux élections municipales de 2008.
0 %
0-2 %
2-4 %
4-6 %
6-8 %
8-10 %
10-12 %
12-14 %
14- %

| Année | Conseillers | Votes   | %    |
| ----- | ----------- | ------- | ---- |
| 1984  | 101         | 76 441  | 2,8  |
| 1988  | 94          | 61 581  | 2,3  |
| 1992  | 343         | 184 787 | 6,9  |
| 1996  | 292         | 149 334 | 6,3  |
| 2000  | 338         | 171 707 | 7,7  |
| 2004  | 314         | 175 933 | 7,4  |
| 2008  | 370         | 228 227 | 8,9  |
| 2012  | 323         | 213 100 | 8,5  |
| 2017  | 534         | 320 235 | 12,5 |

### Élections européennes
| Année | Députés | Votes   | %    | Groupe    |
| ----- | ------- | ------- | ---- | --------- |
| 1996  | 1 / 16  | 170 670 | 7,6  | Verts     |
| 1999  | 2 / 16  | 166 786 | 13,4 | Verts/ALE |
| 2004  | 1 / 14  | 172 786 | 10,4 | Verts/ALE |
| 2009  | 1 / 13  | 206 439 | 12,4 | Verts/ALE |
| 2014  | 1 / 13  | 161 263 | 9,3  | Verts/ALE |
| 2019  | 3 / 14  | 292 512 | 16,0 | Verts/ALE |

### Élection présidentielles
| Année     | Candidat                 | 1er tour        | 1er tour        | 1er tour        | 2d tour         | 2d tour         | 2d tour         |
| Année     | Candidat                 | Voix            | %               | Rang            | Voix            | %               | Rang            |
| --------- | ------------------------ | --------------- | --------------- | --------------- | --------------- | --------------- | --------------- |
| 1988 (en) | soutien à Kalevi Kivistö | 330 072         | 10,7            | 4e              | -               | -               | -               |
| 1994      | Pas de candidat          | Pas de candidat | Pas de candidat | Pas de candidat | Pas de candidat | Pas de candidat | Pas de candidat |
| 2000      | Heidi Hautala            | 100 740         | 3,3             | 5e              | -               | -               | -               |
| 2006      | Heidi Hautala            | 105 248         | 3,5             | 4e              | -               | -               | -               |
| 2012      | Pekka Haavisto           | 167 663         | 18,8            | 2e              | 1 077 425       | 37,4            | 2e              |
| 2018      | Pekka Haavisto           | 370 823         | 12,4            | 2e              | -               | -               | -               |